# Registry (Entwurfsmuster)
Registry ist ein Entwurfsmuster aus dem Bereich der Softwareentwicklung. Es unterscheidet sich von den meisten anderen Patterns dadurch, dass seine Elemente zu keiner der verschiedenen Schichten einer Software gehören, sondern global verfügbar sind. Der Registry-Pattern macht bestimmte Daten für alle Teile eines Softwaresystems verfügbar, beispielsweise Konfigurationseinstellungen oder Informationen über Sessions. Diese Daten werden entweder über statische Methoden der Registry-Klasse oder ein Objekt der Registry-Klasse verfügbar gemacht. Eine Instanz einer Registry-Klasse wird immer mithilfe des Singleton-Patterns erstellt und ist deshalb einzigartig.

## Geschichte
Der Registry-Pattern wurde erstmals in dem 2002 erschienenen Buch Patterns of Enterprise Application Architecture von Martin Fowler beschrieben.